# USA-233
USA-233, или WGS-4(Wideband Global Satcom) — американский спутник связи военного назначения. Создан на платформе Боинг 702. Предназначен для военных коммуникаций в зонах Ближнего Востока и Южной Азии. Спутник способен принимать сигналы в X- и Ka- диапазонах.